# Campionati del mondo di ciclismo su strada 2025
I campionati del mondo di ciclismo su strada 2025 (in Inglese: UCI Road World Championships) si svolgeranno dal 21 al 28 settembre 2025 a Kigali e dintorni, in Ruanda. Sarà la prima edizione di un campionato del mondo a tenersi nel continente africano.

## Calendario
Tutti gli orari indicati sono in UTC+2, orario locale
| Data                      | Ora                    | Località               | Prova                  | Distanza               |
| Cronometro individuali    | Cronometro individuali | Cronometro individuali | Cronometro individuali | Cronometro individuali |
| ------------------------- | ---------------------- | ---------------------- | ---------------------- | ---------------------- |
| 21 settembre              | 10:10                  | Kigali                 | Femminile élite        | 31,2 km                |
| 21 settembre              | 13:45                  | Kigali                 | Maschile élite         | 40,6 km                |
| 22 settembre              | 10:35                  | Kigali                 | U23 Femminile          | 22,6 km                |
| 22 settembre              | 13:35                  | Kigali                 | U23 Maschile           | 31,2 km                |
| 23 settembre              | 10:45                  | Kigali                 | Juniores Femminile     | 18,3 km                |
| 23 settembre              | 14:00                  | Kigali                 | Juniores Maschile      | 22,6 km                |
| Staffetta mista a squadre |                        |                        |                        |                        |
| 24 settembre              | 12:30                  | Kigali                 | Mista                  | 42,4 km                |
| Corsa in linea            |                        |                        |                        |                        |
| 25 settembre              | 13:05                  | Kigali                 | U23 Femminile          | 119,3 km               |
| 26 settembre              | 08:00                  | Kigali                 | Juniores maschile      | 119,3 km               |
| 26 settembre              | 12:00                  | Kigali                 | U23 Maschile           | 164,6 km               |
| 27 settembre              | 08:20                  | Kigali                 | Juniores femminile     | 74,6 km                |
| 27 settembre              | 12:05                  | Kigali                 | Femminile élite        | 164,6 km               |
| 28 settembre              | 09:45                  | Kigali                 | Maschile élite         | 267,5 km               |

## Medagliere
| Pos. | Nazione |  |  |  |
| ---- | ------- |  |  |  |
|      |         |  |  |  |
|      |         |  |  |  |
|      |         |  |  |  |